# Bartłomiej Gruszczyński
Bartłomiej Gruszczyński herbu Poraj (zm. w 1486/1487 roku) – kasztelan kaliski w 1468 roku, kasztelan gnieźnieński w 1467 roku, podkomorzy sieradzki w 1455 roku, starosta Odolanowa w 1456 roku.
Był bratem prymasa Jana Gruszczyńskiego i Mikołaja Kośmidra.
Był gwarantem pokoju toruńskiego 1466 roku.